# Skrzyszów (gmina)
Skrzyszów est une gmina rurale du powiat de Tarnów, Petite-Pologne, dans le sud de la Pologne. Son siège est le village de Skrzyszów, qui se situe environ 7 km au sud-est de Tarnów et 81 km à l'est de la capitale régionale Cracovie.
La gmina couvre une superficie de 86,23 km2 pour une population de 13 022 habitants.

## Géographie
La gmina inclut les villages de Ładna, Łękawica, Pogórska Wola, Skrzyszów et Szynwałd.
La gmina borde la ville de Tarnów et les gminy de Czarna, Pilzno, Ryglice, Tarnów et Tuchów.